# Vallecrosia
Vallecrosia (ligur nyelven Vallecrösia vagy Vallecrös) egy olasz község a Liguria régióban, Imperia megyében.

## Földrajz
Franciaországtól 12, Imperiától 40 km-re fekszik a Ligur-tenger partján.

## Története
A település neve a valle (jelentése völgy) és a crossia (jelentése üreges)[forrás?] szavak összetételéből ered, ami a települést átszelő kis patak szurdokvölgyére utal. Alapításának pontos ideje nem ismert. A 12-13. században a ventimigliai grófok birtoka volt. A 13. század második felében a Genovai Köztársaság szerezte meg. A napóleoni háborúk során a franciák szerezték meg, majd 1815-ben, a bécsi kongresszus után a Szárd-Piemonti Királysághoz csatolták.

## Látnivalók
- San Rocco-templom: 10. vagy 11. századból származik, többször átalakításra került.
- Maria Ausiliatrice-szentély
- Sant'Antonio-templom
- Az új San Rocco-templom
- az öt őrtoronyból, amelyből valaha a tenger felől érkező szaracénokat kémlelték, mára kettő maradt, az egyik egy kolostorban, a másik az óvárost a tengerparttal összekötő út mentén.

## Gazdaság
A település elsősorban virágkertészetből valamint az idegenforgalomból él.

## Fordítás
- Ez a szócikk részben vagy egészben  a   Vallecrosia című olasz Wikipédia-szócikk fordításán alapul.  Az eredeti cikk szerkesztőit annak laptörténete sorolja fel. Ez a jelzés csupán a megfogalmazás eredetét és a szerzői jogokat jelzi, nem szolgál a cikkben szereplő információk forrásmegjelöléseként.